# Conversio Bagoariorum et Carantanorum
La Conversio Bagoariorum et Carantanorum ("La conversione dei bavari e dei carantani") è un'opera storiografica scritta in latino a Salisburgo negli anni 870. Descrive la vita e la carriera del santo vescovo ed abate fondatore di Salisburgo Ruperto († 710), in particolare la sua opera missionaria monastica in Baviera e le attività dei vescovi e degli abati nell'arcidiocesi di Salisburgo. Si conclude con una breve storia della Carantania.
L'opera potrebbe essere stata scritta dallo stesso Adalwin, l'allora arcivescovo di Salisburgo. Si intendeva dare a Ludovico II il Germanico una prospettiva storica particolare sul recente conflitto tra l'opera missionaria condotta dall'arcidiocesi di Salisburgo e quella portata avanti dai fratelli Cirillo e Metodio, che predicavano il cristianesimo tra i popoli slavi della Grande Moravia e della Pannonia. I tre manoscritti fanno riferimento a una chiesa consacrata per il principe di Nitra Pribina, che dall'838 fu duca della Bassa Pannonia.

## Edizioni
- Herwig Wolfram (a cura di), Conversio Bagoariorum et Carantanorum, Vienna, Böhlau, 1979.
- Dagmar Bartoňková; et al., eds. (1969). "Libellus de conversione Bagoariorum et Carantanorum (i.e. Conversio)". Magnae Moraviae fontes historici III. Praga: Statni pedagogicke nakl.